# بي بي سي للأطفال
بي بي سي للأطفال (بالإنجليزية: BBC Kids)‏ هي قناة تلفزيونيَّة مخصصة للاطفال القناة ممتلكة من قبل شبكة المعارف وشركة بي بي سي العالمية. القناة تجارية حرة هي تبث برامج تستهدف الأطفال والمرهقيين.